# Мотоцикл с коляской

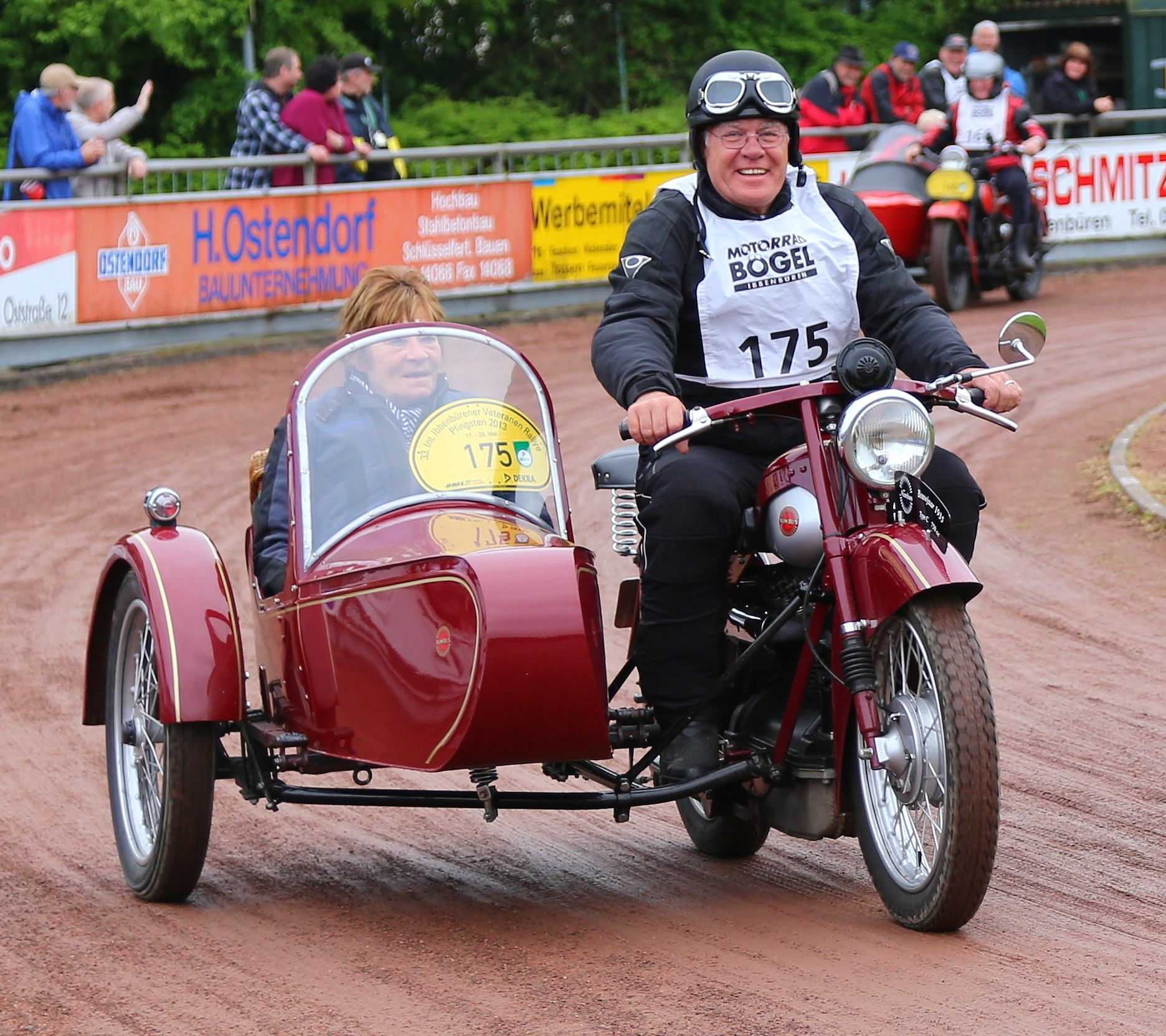
Мотоцикл Nimbus Type C 1935 года

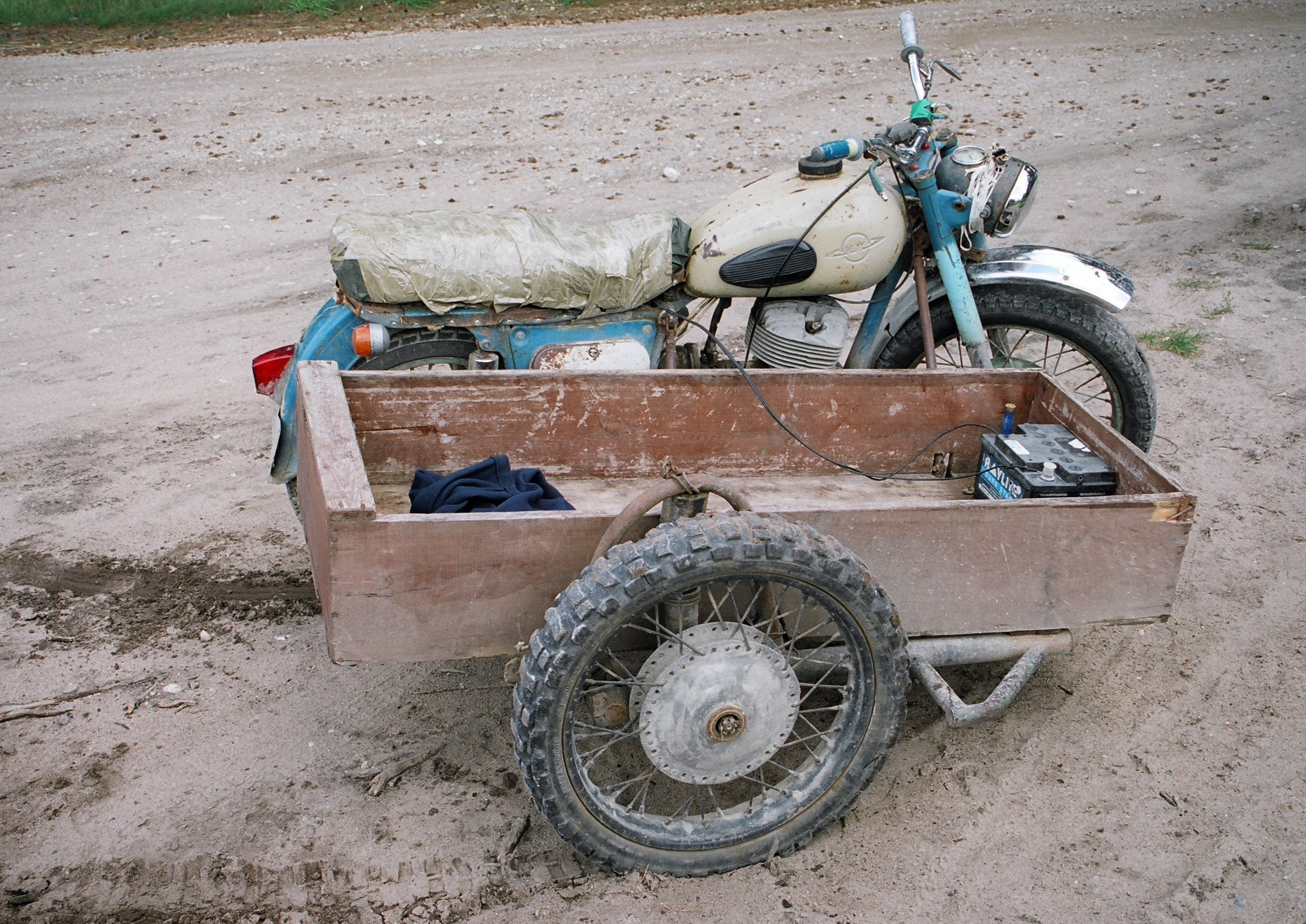
Мотоцикл Иж Планета-2, установлен самодельный деревянный кузов.

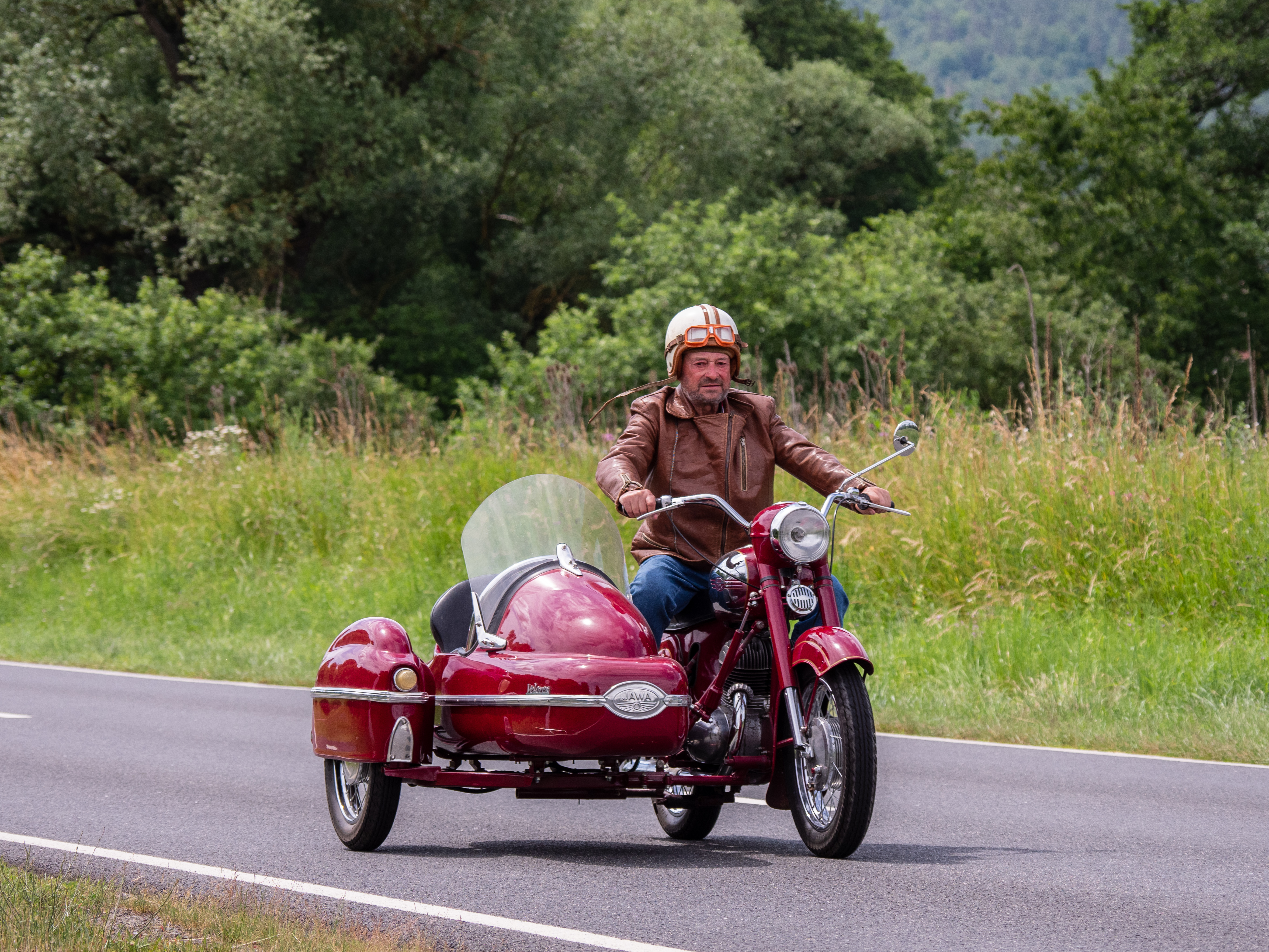
широко распространённый в СССР чехословацкий мотоцикл Jawa с коляской

Мотоци́кл с коля́ской (разг. — мотоцикл с лю́лькой) — трёхколёсное транспортное средство, состоящее из двухколёсного мотоцикла и жёстко присоединённой к нему сбоку коляски (бокового прицепа) с одним колесом.
Ранее мотоциклы с коляской были популярны в качестве дешёвого заменителя легкового автомобиля, но сейчас их выпуск невелик.
В СССР массово выпускались мотоциклы с коляской марок «Иж», «Урал», «Днепр», а также импортировались мотоциклы «Ява», оснащённые колясками «Velorex».

## Особенности конструкции

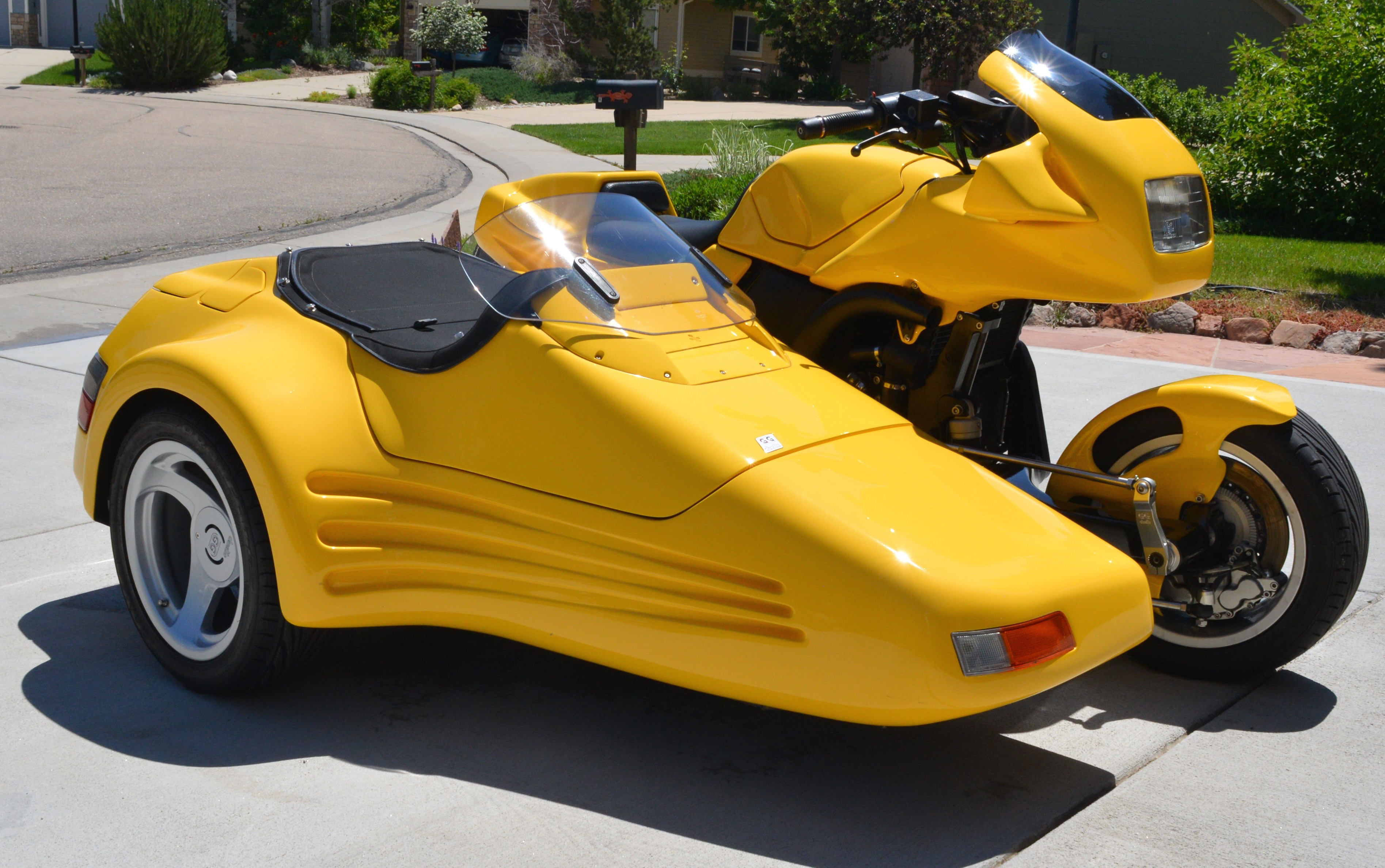
мотоцикл с коляской

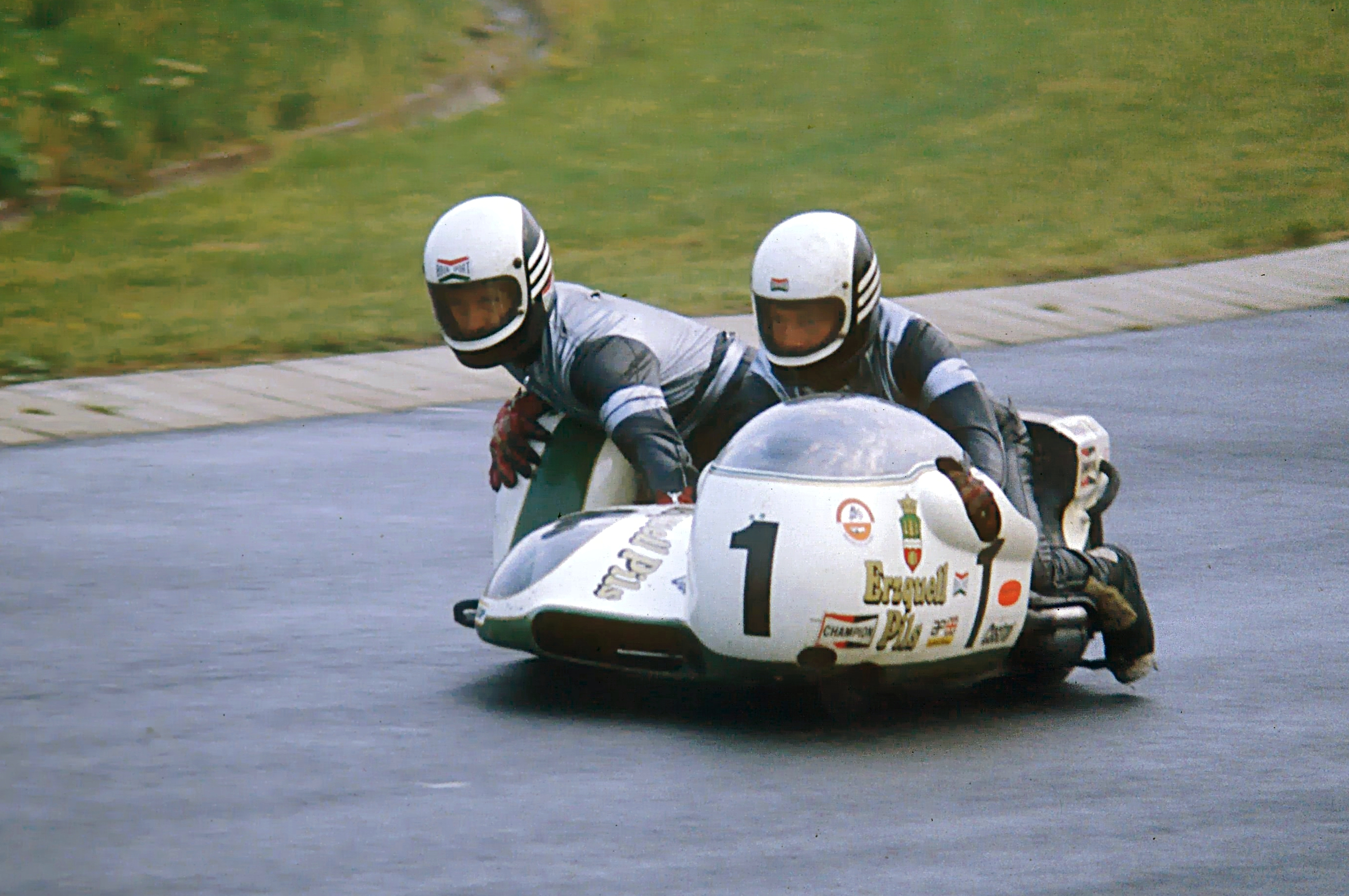
спортивный мотоцикл с коляской 1976 год

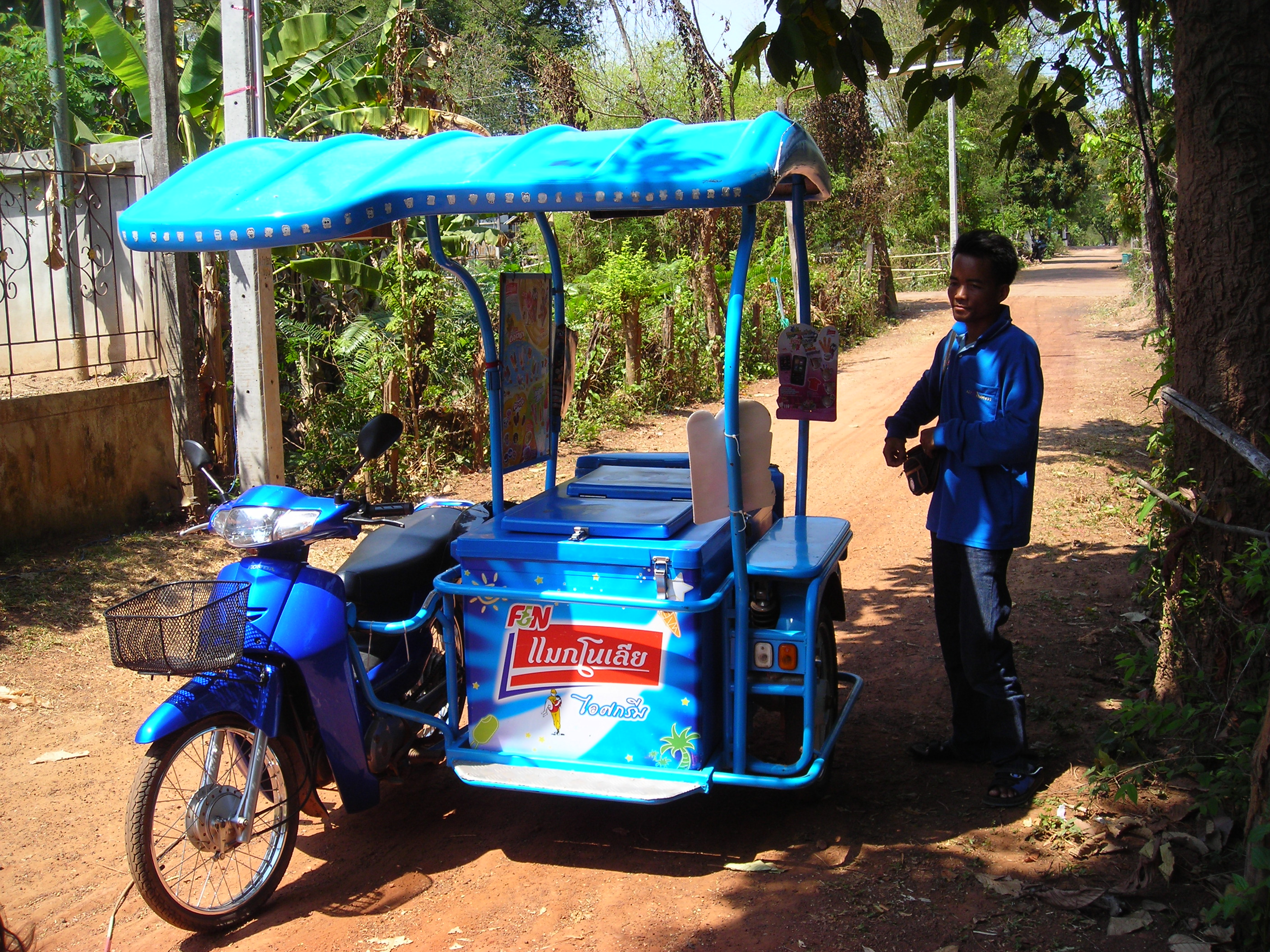
скутер с самодельной коляской для продажи мороженого в Таиланде

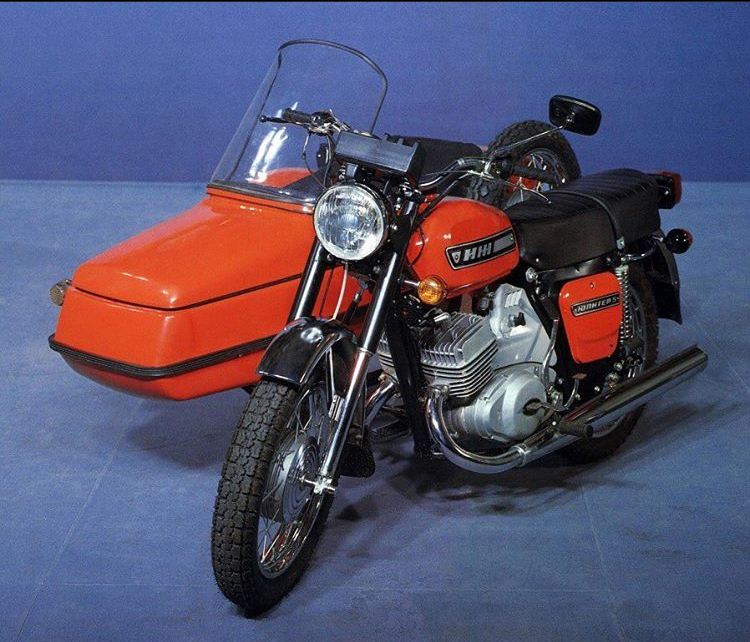
Иж Юпитер-5 с коляской

Типовая пассажирская мотоциклетная коляска включает место для одного пассажира и внутренний багажник сзади. Иногда на крышке багажника крепится запасное колесо. Некоторые типы пассажирских боковых прицепов штатно могли переоборудоваться в гаражных условиях в грузовой вариант. Также производились специальные грузовые коляски (в СССР умельцы изготавливали кустарные металлические или деревянные кузова и устанавливали взамен пассажирских, особенно это практиковалось в сельской местности)
Коляску обычно прицепляют справа при правостороннем движении и слева при левостороннем (то есть коляска находится со стороны тротуара).
В отличие от трицикла, мотоцикл с коляской несимметричен. Также колесо коляски не находится на одной оси с задним колесом мотоцикла, а смещено вперёд. Чтобы мотоцикл не стремился всё время повернуть в сторону коляски, колесо коляски устанавливают с небольшим поворотом вовнутрь (то есть имеет место схождение колёс), а сам мотоцикл устанавливают с некоторым наклоном от коляски (развал колёс). Руль снабжается специальным демпфером.

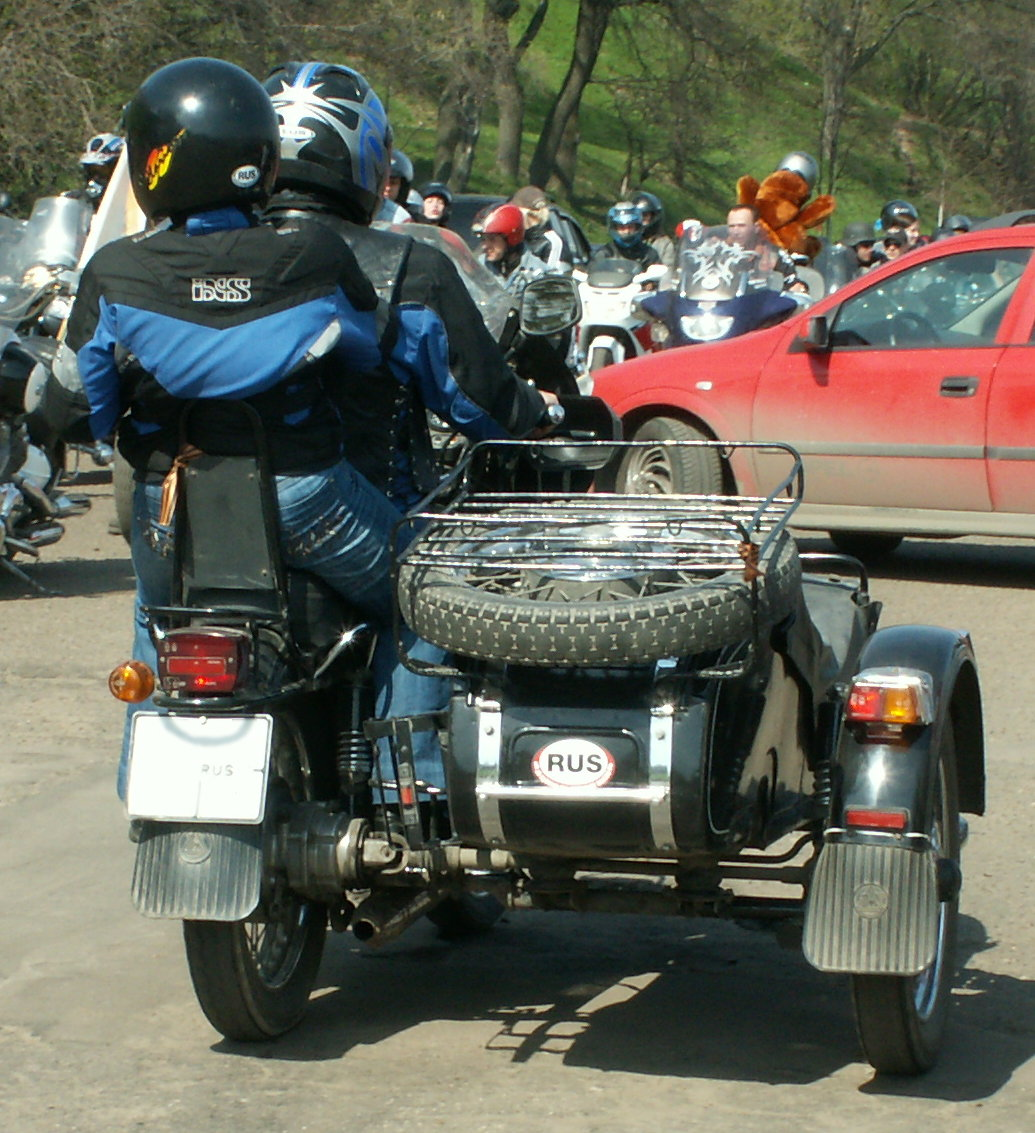
Мотоцикл повышенной проходимости, колесо коляски получает вращение от дифференциала через карданный вал

Конструкция мотоцикла может предусматривать отсоединение коляски и эксплуатацию как с коляской, так и без неё; либо же это не предусмотрено, и мотоцикл должен эксплуатироваться только с коляской.
Привод осуществляется либо только на заднее колесо мотоцикла, либо также и на колесо коляски, что значительно улучшает проходимость (привод на колесо коляски либо отключаемый, либо через блокируемый дифференциал).
Ручной тормоз на мотоцикле с коляской, как и обычно, действует только на переднее колесо, а ножной тормоз — и на заднее колесо мотоцикла, и на колесо коляски (хотя существовали конструкции, где колесо коляски вообще лишено тормоза). Кроме того, мотоциклы с коляской могут иметь стояночный тормоз.
Коробка передач некоторых мотоциклов с коляской имеет передачу заднего хода.
Электрооборудование коляски включает габаритные огни, указатели поворота и стоп-сигнал. Дополнительно могут устанавливаться также фара-искатель, противотуманные фары и другие световые приборы. Электроэнергия поступает от основного аккумулятора мотоцикла.

## Особенности вождения
При езде на мотоцикле с коляской не нужно удерживать равновесие, однако нужно учитывать сильную несимметричность машины (особенно при наличии пассажира или груза в коляске) и абсолютно разное поведение при правом и левом поворотах.
- При повороте в сторону коляски[уточнить][нет в источнике] (вправо при установке коляски справа, в России и на постсоветском пространстве) происходит отрыв колеса коляски от дорожного покрытия и опрокидывание мотоцикла влево — при незагруженном прицепе это может легко произойти, а при езде с пассажиром сзади и пустой коляской даже для опытного водителя велика возможность получить опрокидывание.
- При повороте в сторону, противоположную коляске[уточнить][нет в источнике] (влево при установке коляски справа, в России и на постсоветском пространстве), и одновременном резком торможении возможно опрокидывание вперёд-вправо.

При разгонах и торможениях всегда возникает увод мотоцикла в сторону, кроме того, возникают автоколебания руля, и при неисправном рулевом депмфере настолько сильные, что можно повредить кисти рук. Управление мотоциклом с коляской физически тяжело в сравнении с более лёгким управлением одиночным мотоциклом — длительная езда на загруженном мотоцикле с коляской по бездорожью может вызывать растяжение связок и сухожилий лучезапястного, локтевого и плечевого суставов.

## Правила дорожного движения
В российских Правилах дорожного движения коляска именуется «боковым прицепом».
При остановке и стоянке мотоциклы с коляской можно ставить только в один ряд (как и автомобили), в то время как мотоциклы-одиночки можно ставить в два ряда (ПДД 12.2).
Разрешено осуществлять буксировку мотоциклов с коляской, а также буксировку мотоциклами с коляской (для мотоциклов-одиночек это запрещено, ПДД 20.4).
В коляске мотоцикла можно перевозить детей до 12 лет, в то время как на мотоцикле-одиночке это запрещено (ПДД 22.9).
Мотоцикл с коляской должен комплектоваться аптечкой и знаком аварийной остановки (на мотоцикле-одиночке не требуется, см. «Перечень неисправностей и условий, при которых запрещается эксплуатация транспортных средств», п. 7.7).

## Мотоспорт
Во многих мотоспортивных дисциплинах участвуют также мотоциклы с коляской. Второй гонщик, находящийся в коляске, активно противодействует опрокидыванию мотоцикла, смещаясь в сторону центра поворота.
Для шоссейно-кольцевых гонок под названием «мотоциклов с коляской» делают трёхколёсные мотоциклы с единым корпусом обтекаемой формы, в которых отдельной коляски как таковой нет; по конструкции они сильно отличаются от обычных мотоциклов.
В некоторых случаях (например, при рекордных заездах) мотоцикл управляется одним гонщиком, а в коляске размещается балласт установленной правилами массы.

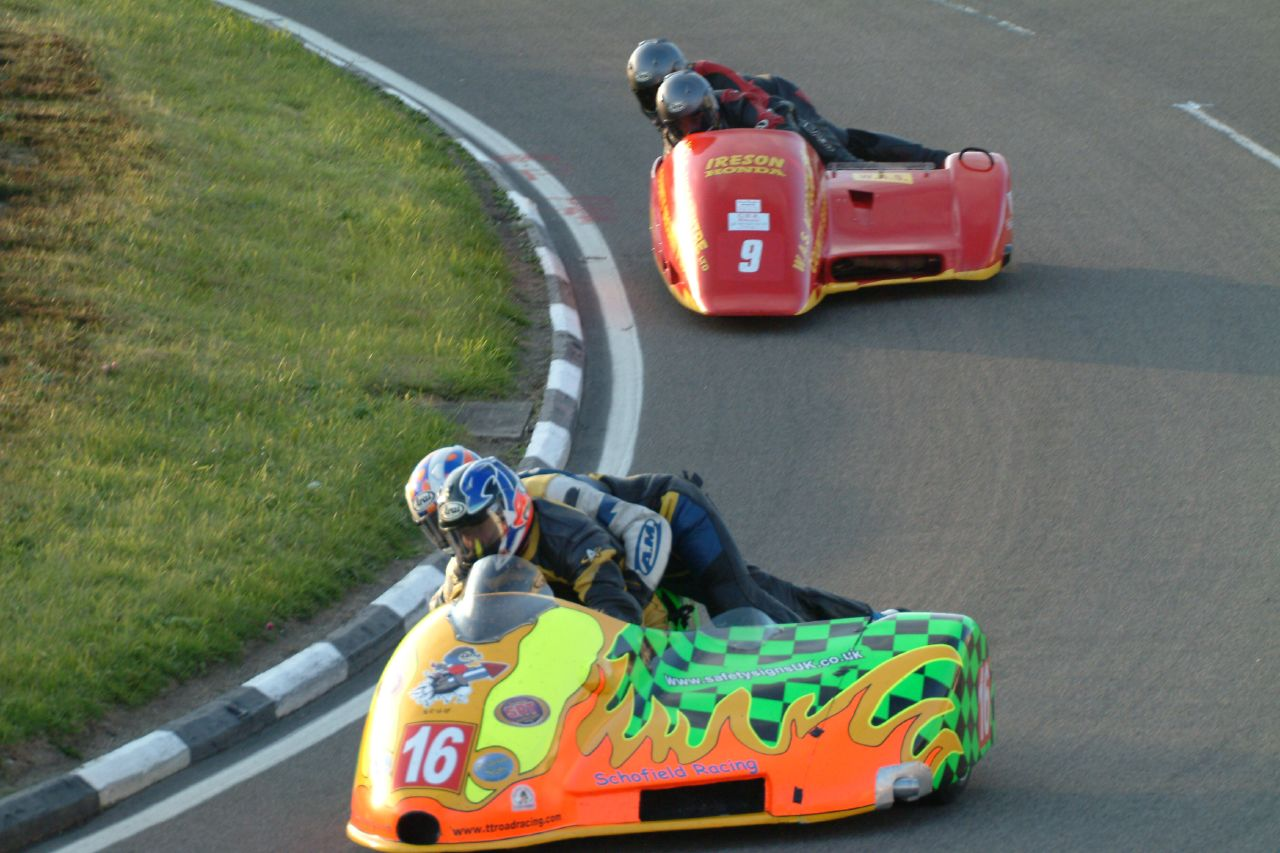
Шоссейно-кольцевые гонки
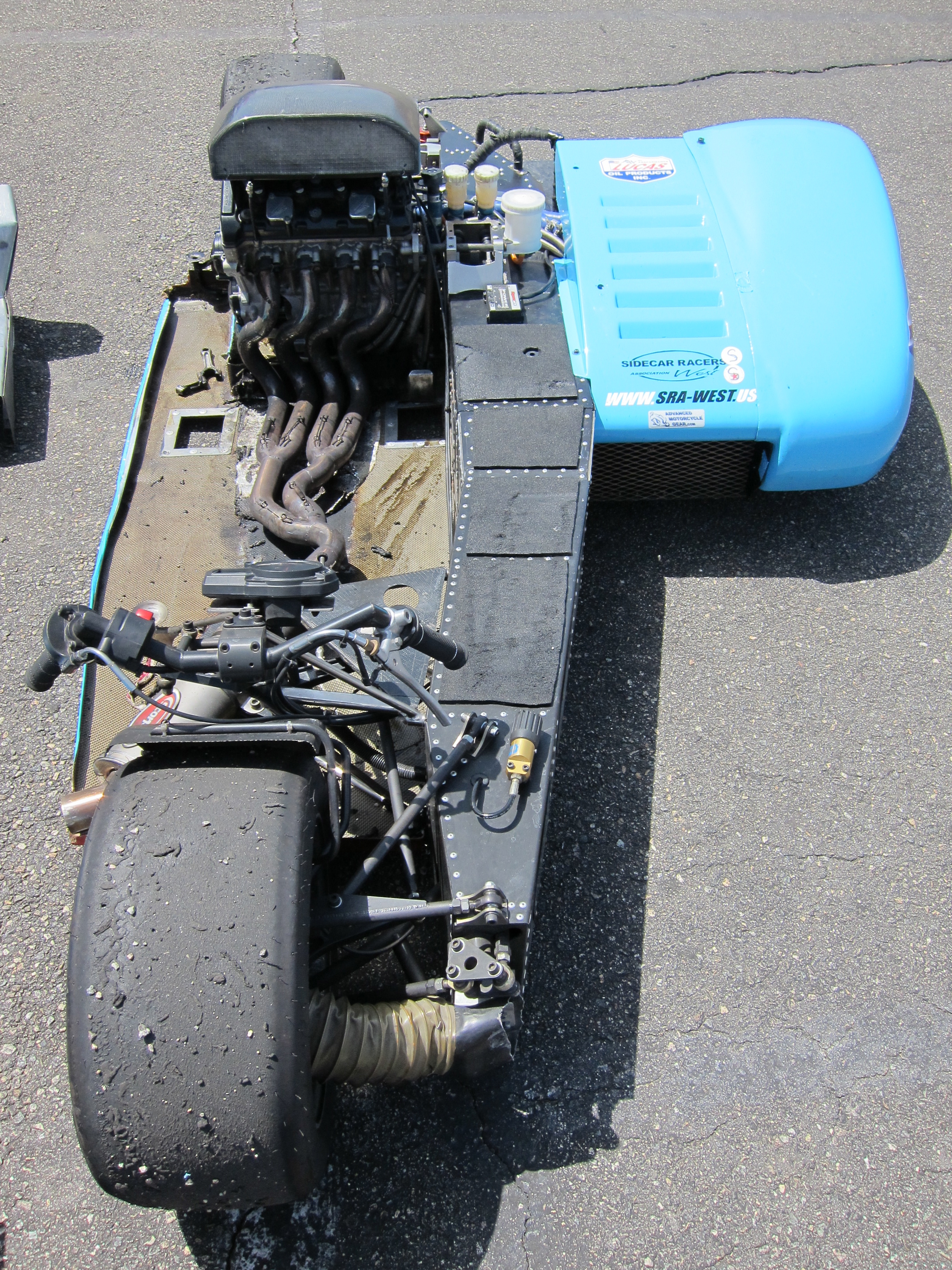
Со снятым обтекателем
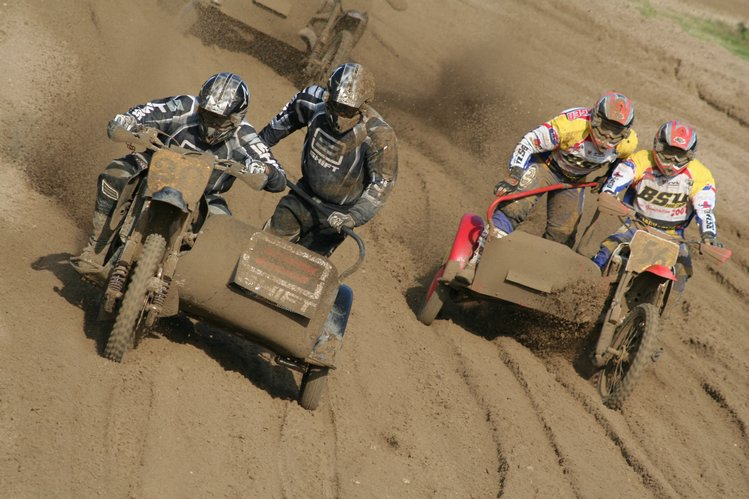
Мотокросс
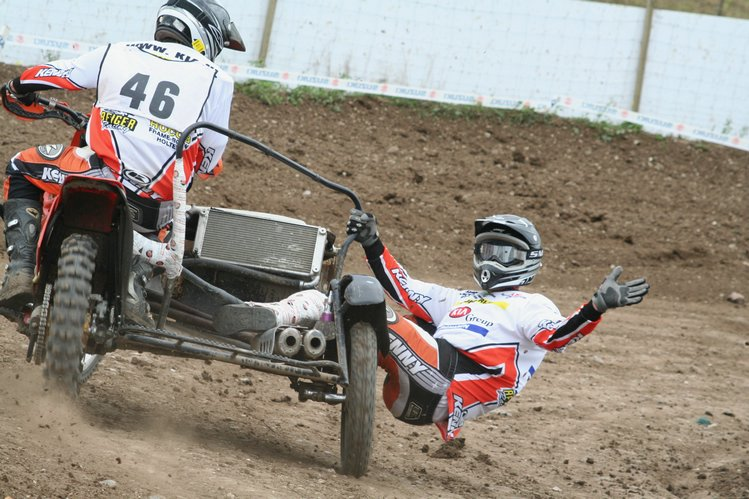
Мотокросс
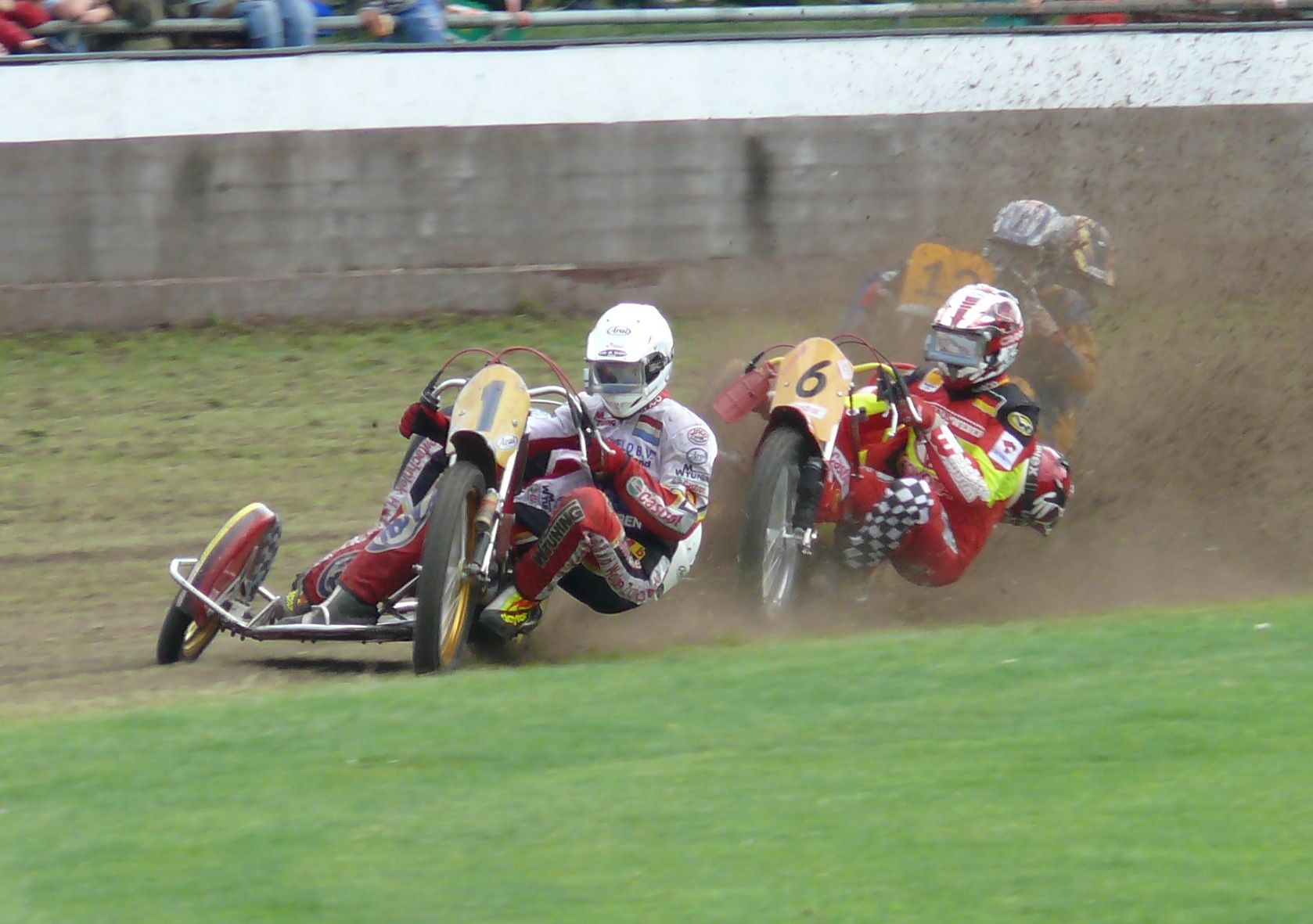
Спидвей на траве

## Применение в армии
На протяжении XX века мотоциклы с коляской широко применялись в армии для перевозки войск, для разведки, патрулирования и т. п. Помимо большей вместимости и грузоподъёмности, для армии важна способность мотоциклов с коляской уверенно двигаться по раскисшим или заснеженным дорогам, где мотоциклы-одиночки часто теряют устойчивость. Кроме того, боец, сидящий в коляске, имеет хорошие условия для ведения огня на ходу (часто на коляске размещали специальное крепление для пулемёта или другого лёгкого оружия).
В современных армиях мотоциклы с коляской практически не применяются. Частично их функции взяли на себя четырёхколёсные мотовездеходы.

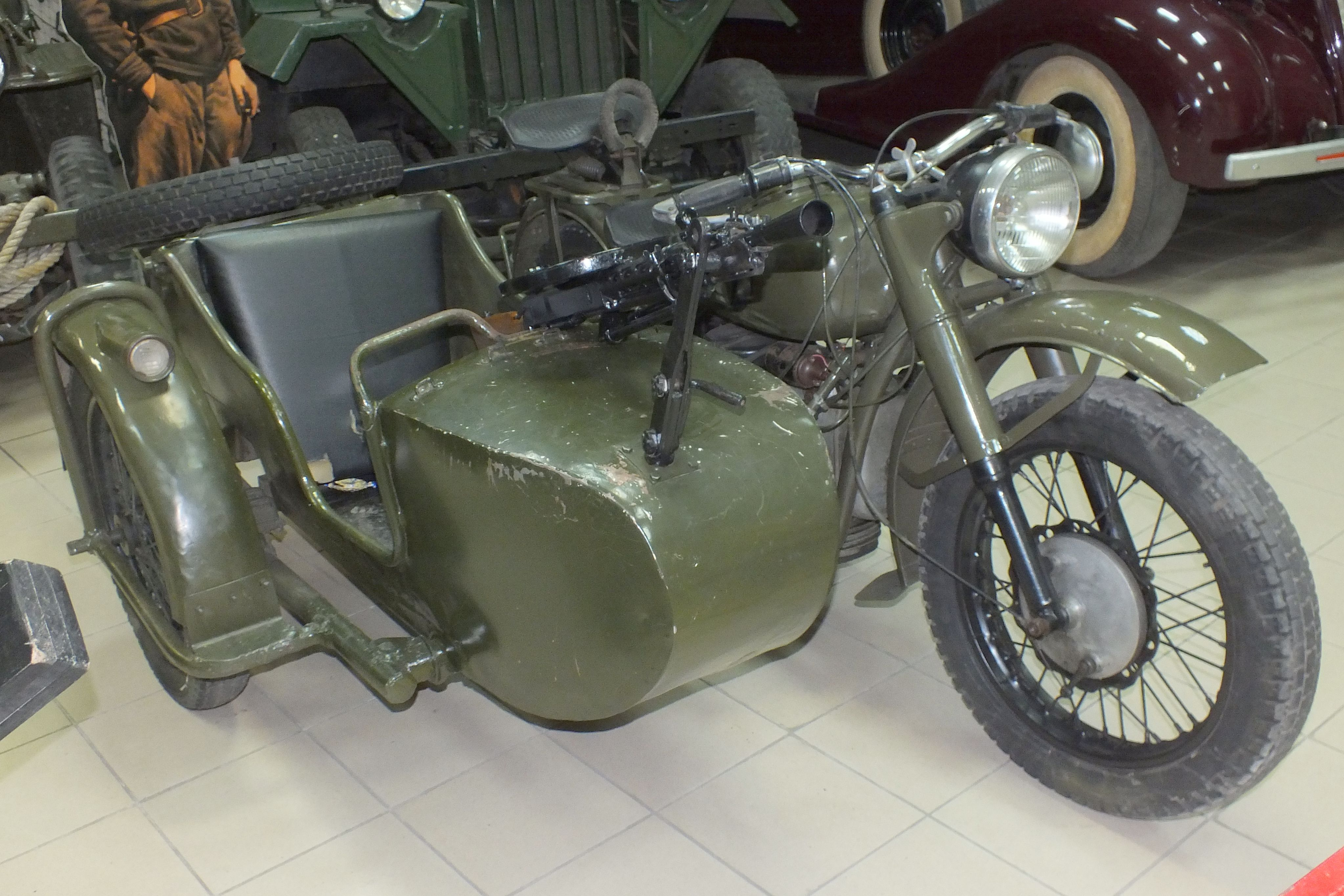
Мотоцикл М-72 с пулемётом ДП
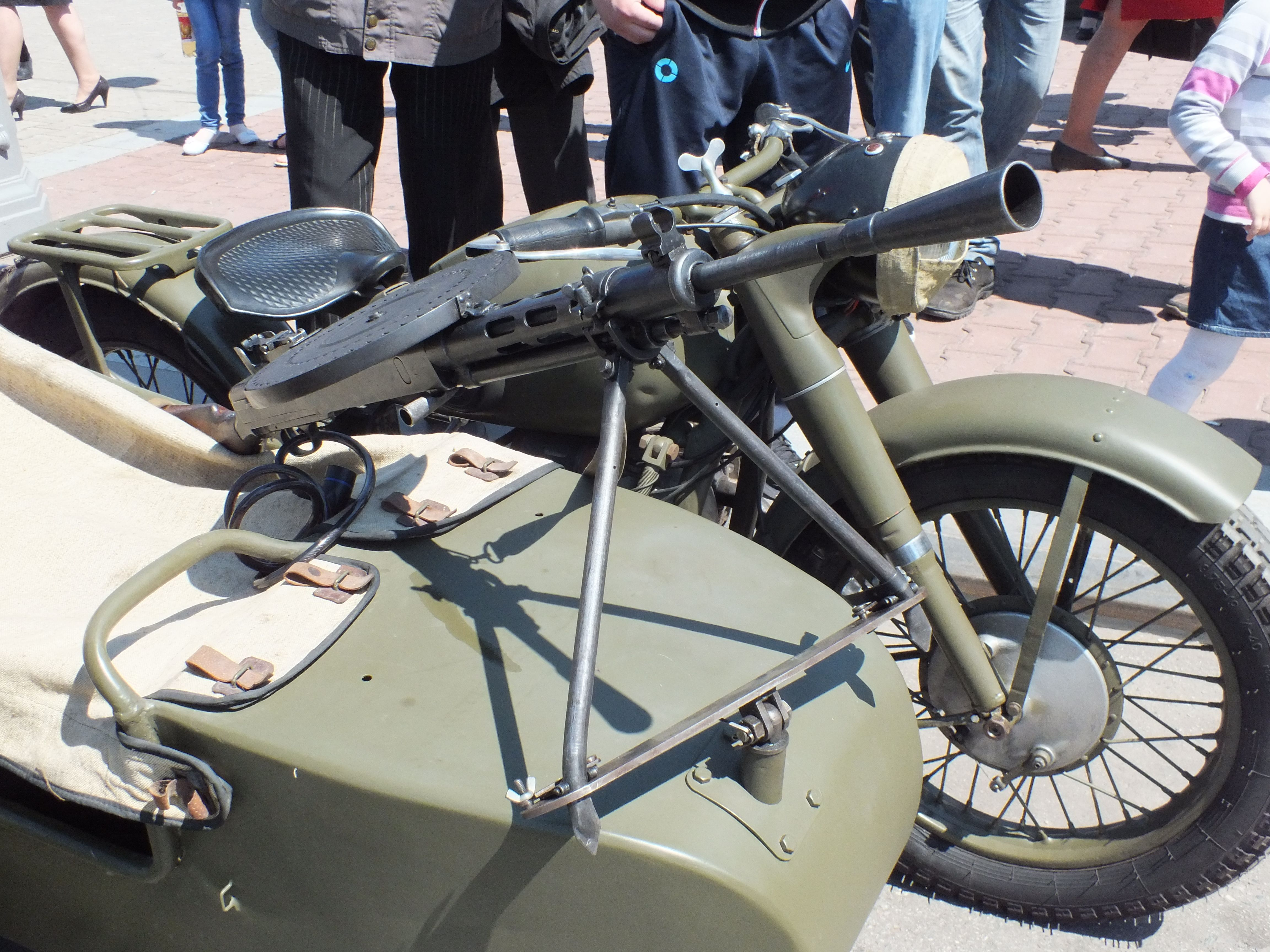
Установка пулемёта ДП на вертлюге.
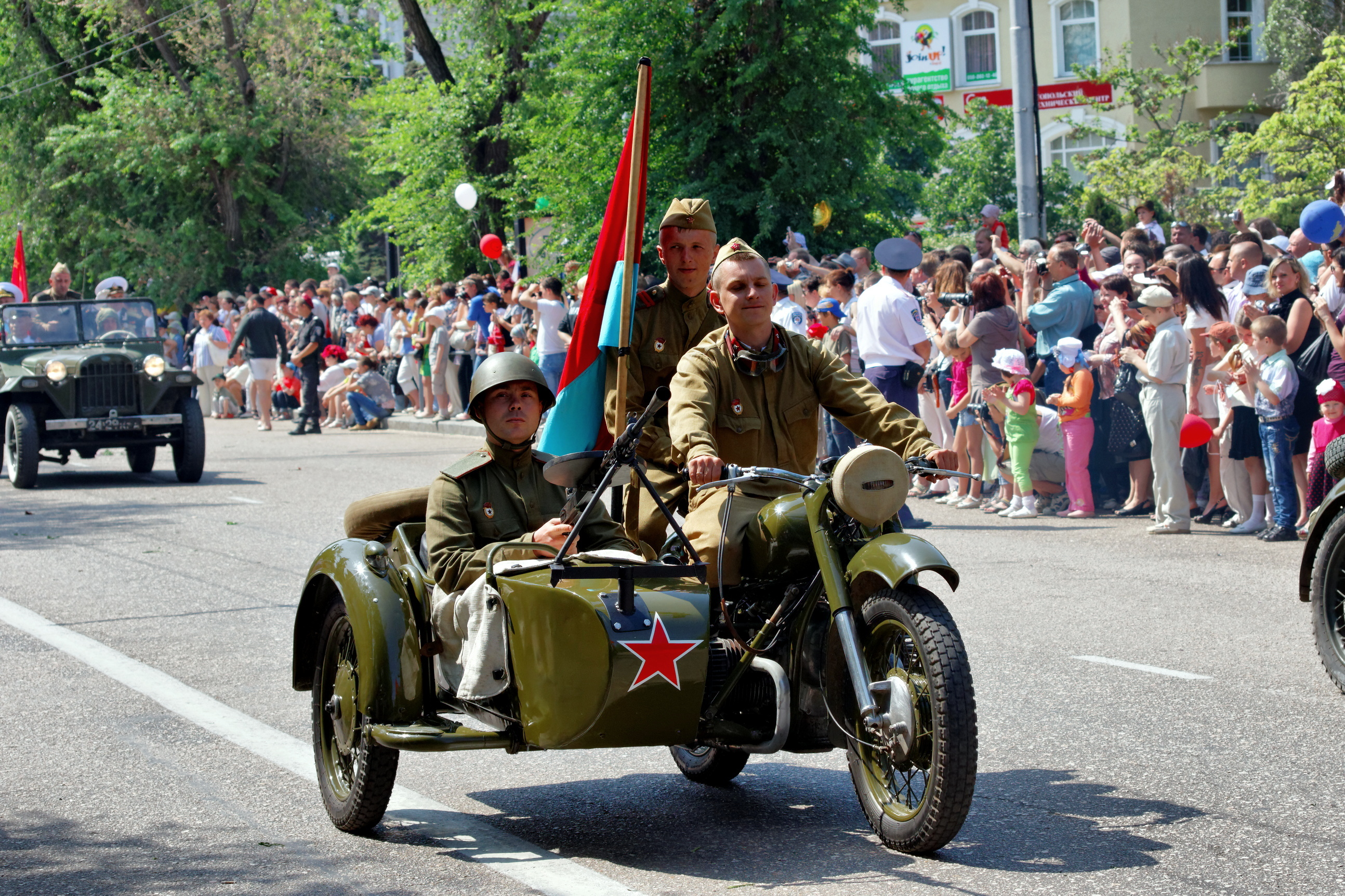
Парад в Севастополе (2012)
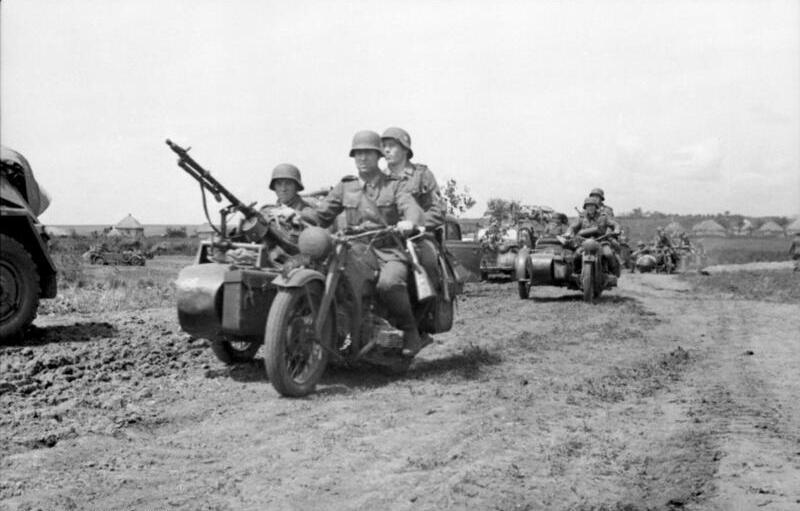
Великая Отечественная война, лето 1942 года. Солдаты Вермахта на марше.
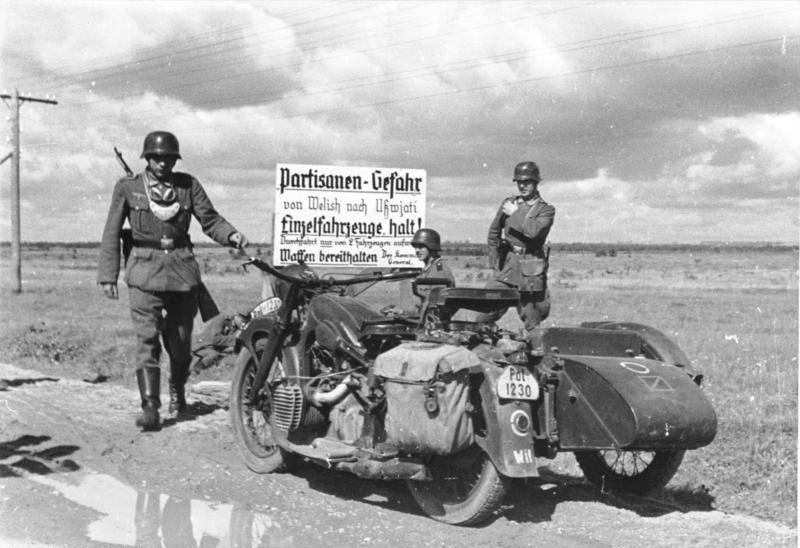
Великая Отечественная война, июль 1941 года. Немецкая военная полиция.

## Зимний мотоэскорт
Мотоциклы с коляской традиционно используют для организации мотоэскорта в зимнее время. При использовании мотоциклов-одиночек на скользких зимних дорогах даже с опытными водителями высок риск заноса и падения, что недопустимо во время ответственных мероприятий. В то же время мотоциклы с коляской (в отличие, например, от мотовездеходов) полностью сохраняют свой «мотоциклетный имидж», без которого мотоэскорт теряет свой смысл.